# Hemeroplanes triptolemus
Hemeroplanes triptolemus este o specie de molie din familia Sphingidae. Este întâlnită în Costa Rica, Belize, Mexic, Guatemala și probabil zboară prin America Centrală spre Columbia, Ecuador, Bolivia, Argentina, Venezuela și Guyana.

## Descriere
Molia se folosește de o proboscidă pentru a se hrăni cu nectarul de la flori. Atât masculii cât și femelele au o perioadă de viață relativ mare, de la 10 până la 30 de zile. Ouăle sunt verzi și străvezii. Există cel puțin două generații într-un an, principala între lunile ianuarie și februarie și cealaltă din iunie până în iulie. Larvele au ca principală sursă de hrană specia Mesechites trifida. 

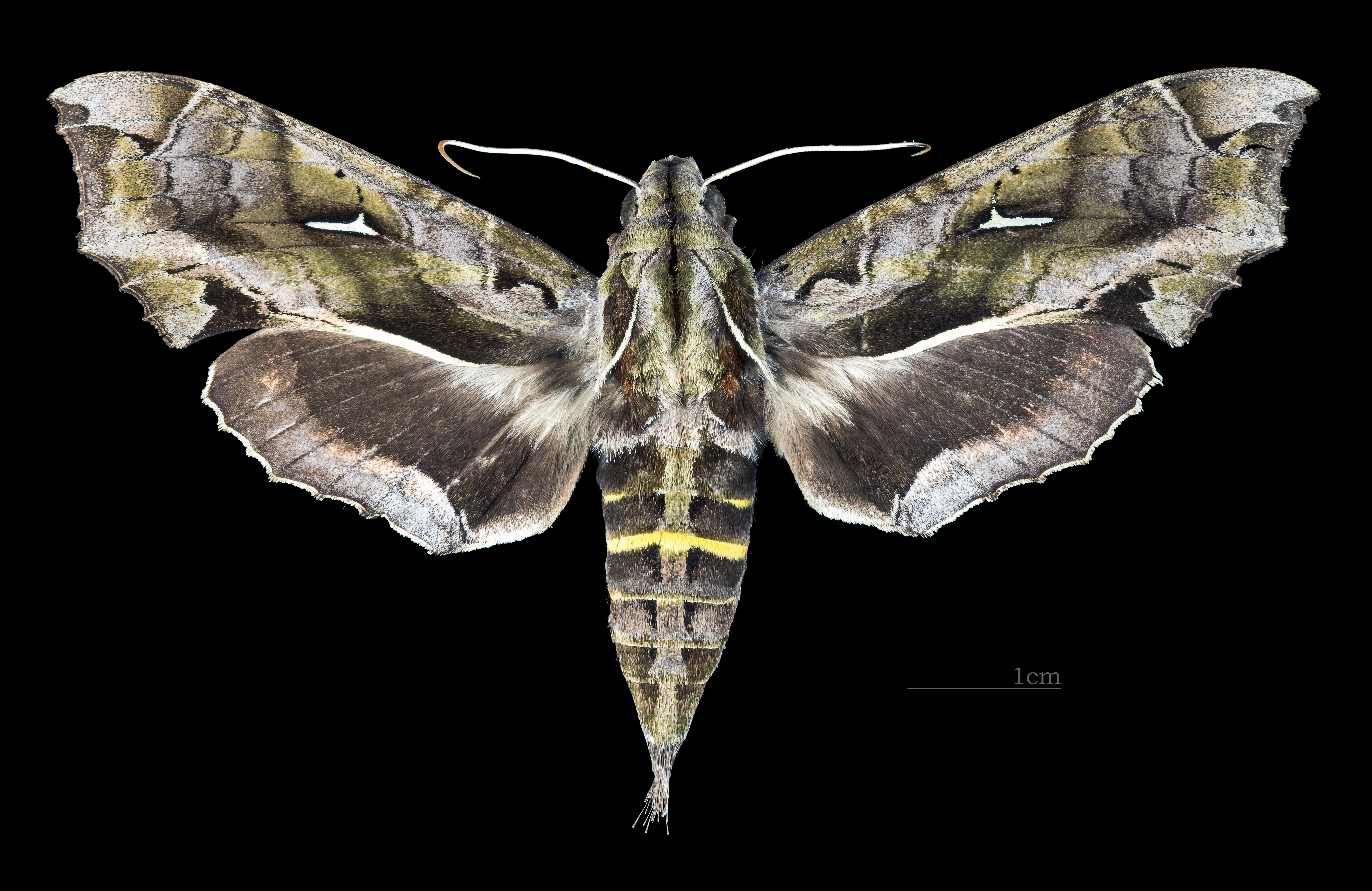
♀
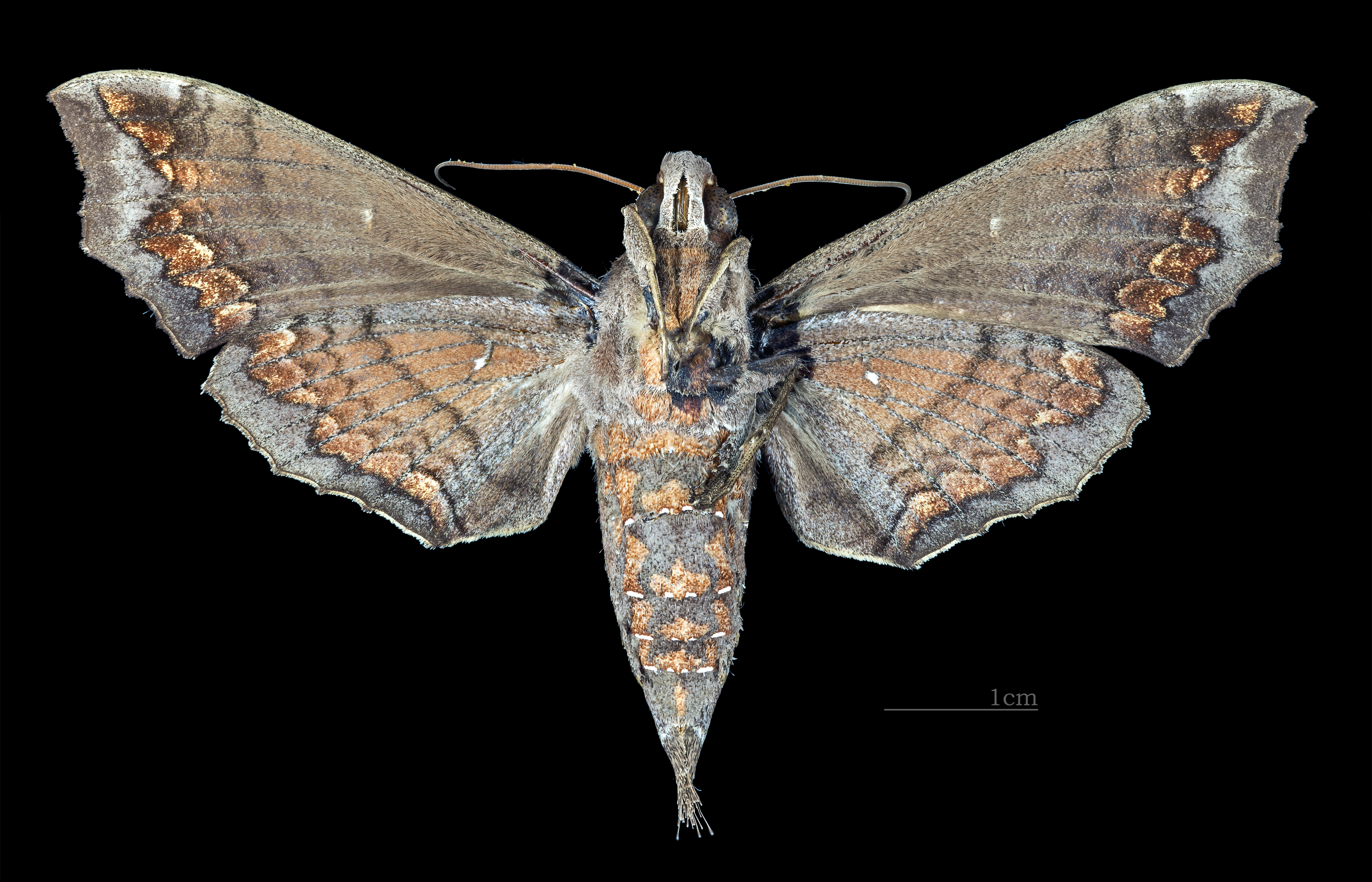
♀ △